# Achilles-Sport

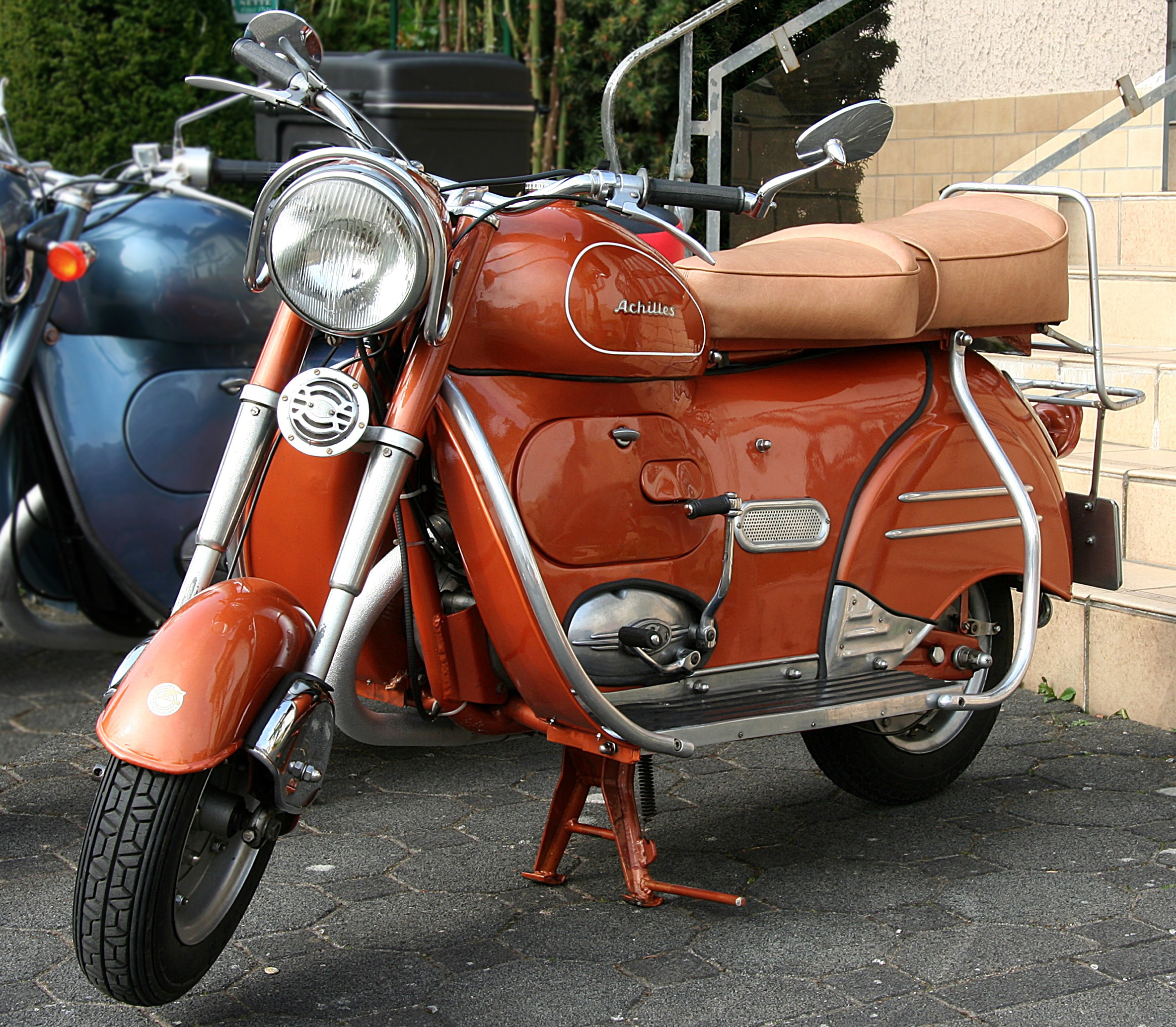
Achilles-Sport, Baujahr 1955

Der Achilles-Sport war laut Werbung ein Motorroller, von der Rahmenbauart her jedoch ein voll verkleidetes Motorrad der Achilles-Werke, Weikert & Co. K. G., in Wilhelmshaven-Langewerth. Der Hersteller war das westdeutsche Nachfolgeunternehmen der tschechoslowakischen bzw. böhmischen Achilles Fahrrad- und Motorfahrzeugfabrik, die bereits vor dem Ersten Weltkrieg im damaligen Kaiserreich Österreich-Ungarn Motorräder herstellte. Das Fahrzeug basierte auf einer Schweizer Konstruktion, die unter dem Namen „Ami-Roller“ in einer Auflage von maximal 1000 Stück hergestellt worden war. Der Achilles-Sport wurde in der Zeit von 1953 bis zum Ende des Unternehmens 1957 ungefähr 3000-mal produziert.

## Konstruktionsmerkmale des Aufbaus

### Rahmen
Der Stahlrohrrahmen des Achilles-Sport ist wie bei einem Motorrad geschlossen, wobei das obere Rahmenrohr – angepasst an die Rundung der Verkleidung – bis zum Ende des Fahrzeugs reicht. Das kleine Vorderrad (Felgengröße 10″) wird von einer speziell für diese Größe konstruierten Teleskopgabel mit verstellbarem Lenker geführt. Das Hinterrad ist in einer Schwinge gelagert, einem sogenannten „Wiegerahmen“, den zwei quer liegende „Drehschubfedern“ (Gummischeiben) im Hauptrahmen halten. Diese Federn liegen im Drehpunkt der Schwinge. Bei großer Belastung stützt sich die Schwinge über eine mit ihr fest verbundene Strebe gegen einen „Gummizapfen“ unter dem Fahrersitz bzw. gegen den Rahmen ab.
Um einen schnellen Rad- und Reifenwechsel zu ermöglichen, haben beide Räder Steckachsen; die Radscheiben bestehen aus zwei zusammengeschraubten Hälften. Beim Ausbau des Hinterrades kann die Kette im Kettenkasten bleiben. Trotz der Kapselung ist die Kette nicht wartungsfrei. Nach jeweils 1000 km muss sie mit Motoröl geschmiert werden. Nach 3000 km ist sie laut Bedienungsanleitung abzunehmen, mit Benzin oder Petroleum auszuwaschen und anschließend in „angewärmtes Kettenfett“ einzutauchen.

### Verkleidung
Die Verkleidung des Achilles-Sport umschließt alle mechanischen Teile. Vorn hat sie jedoch eine trichterförmige Öffnung, um dem Motor Kühlluft zuzuführen, die durch Ziergitter seitlich vor dem Hinterrad und hinten wieder austritt, sodass kein Wärmestau entsteht. Ein Gebläse wie bei anderen Rollern ist nicht erforderlich. Kleinere Wartungsarbeiten an Motor und Batterie sind dank großer Seitenklappen in den Verschalungsblechen verhältnismäßig leicht durchzuführen. Seitlich vorn hochgezogene Bleche schützen die Beine des Fahrers vor Straßenschmutz; großflächige Trittbretter links und rechts sollen eine entspannte Haltung der Füße ermöglichen. Die insgesamt geringen Abmessungen des Fahrzeugs führen andererseits zu einer eher ungünstigen Sitzposition des Fahrers.
Die Originalfarben des Rollers sind Schwarz, Rot und Altgoldmetallic.

## Motor und Getriebe
Der Achilles-Sport hat einen 1-Zylinder-Zweitaktmotor von Fichtel & Sachs (wahlweise 150 cm³ oder 175 cm³), der wie beim Motorrad zentral eingebaut ist. Der Zylinder ist aus Grauguss, Zylinderdeckel und Motorgehäuse sind aus Leichtmetall. In dem Gehäuse befinden sich die Kurbelwelle, das Schaltgetriebe mit Starteinrichtung (Kickstarter) und die Kupplung sowie die Lichtmaschine mit Schwungrad.
Die Kraft wird über eine Motor-Getriebe-Kette von der Kurbelwelle zur Kupplung bzw. zum Getriebe und über die Antriebskette zum Hinterrad übertragen. Serienmäßig hat der Achilles Fußschaltung (auf der linken Seite) und einen Leerlaufwahlhebel am Lenker. Auf Wunsch war auch eine Handschaltung lieferbar.

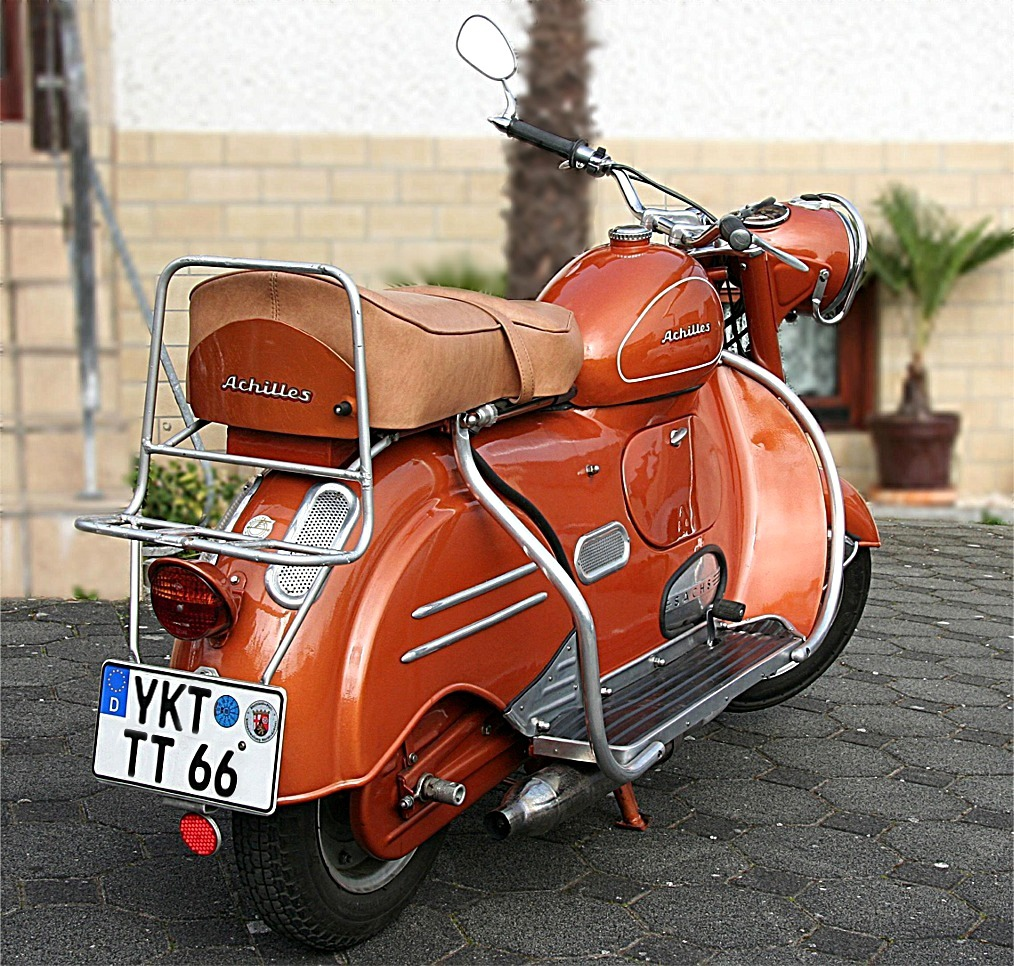
Achilles-Sport

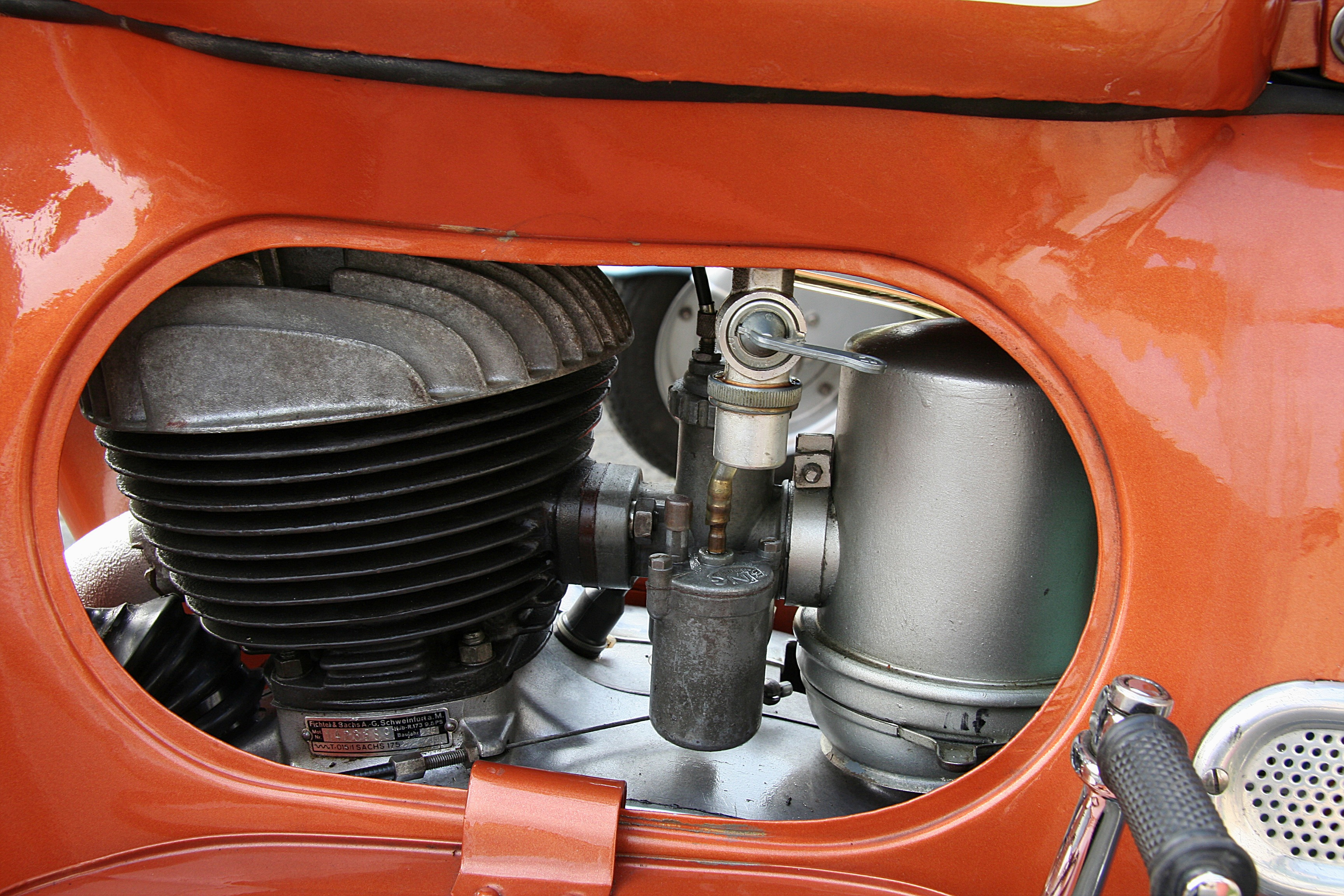
Zylinder und Vergaser
des 175-cm³-Motors

## Technische Daten
|                       | Achilles-Sport 150                                        | Achilles-Sport 175                                        |
| --------------------- | --------------------------------------------------------- | --------------------------------------------------------- |
| Motor                 | fahrtwindgekühlter Einzylinder-Zweitaktmotor, Kickstarter | fahrtwindgekühlter Einzylinder-Zweitaktmotor, Kickstarter |
| Bohrung × Hub         | 57 × 58 mm                                                | 62 × 58 mm                                                |
| Hubraum               | 147 cm³                                                   | 174 cm³                                                   |
| Verdichtung           | 6,5 : 1                                                   | 6,6 : 1                                                   |
| Nennleistung          | 6,5 PS (4,8 kW) bei 4500/min                              | 9,5 PS (7 kW) bei 5250/min                                |
| Gemischaufbereitung   | Bing-Kolbenschiebervergaser                               | Bing-Kolbenschiebervergaser                               |
| Schmierung            | Zweitaktgemisch 1 : 25                                    | Zweitaktgemisch 1 : 25                                    |
| Zündung               | Schwungrad-Lichtmagnetzündung                             | Schwungrad-Lichtmagnetzündung                             |
| Elektrische Anlage    | 6 V                                                       | 6 V                                                       |
| Kupplung              | 3-Scheiben-Korklamellen-Kupplung                          | 3-Scheiben-Korklamellen-Kupplung                          |
| Getriebe              | 4-Gang-Getriebe mit Fußschaltung                          | 4-Gang-Getriebe mit Fußschaltung                          |
| Endantrieb            | Kette (vollgekapselt)                                     | Kette (vollgekapselt)                                     |
| Rahmen                | geschlossener Stahlrohrrahmen                             | geschlossener Stahlrohrrahmen                             |
| Maße (L × B × H)      | 1830 × 650 × 900 mm (belastet)                            | 1830 × 650 × 900 mm (belastet)                            |
| Radstand              | 1250 mm (belastet)                                        | 1250 mm (belastet)                                        |
| Radaufhängung vorn    | Teleskopgabel (Sturz 63°, Nachlauf 63 mm)                 | Teleskopgabel (Sturz 63°, Nachlauf 63 mm)                 |
| Radaufhängung hinten  | Schwinge                                                  | Schwinge                                                  |
| Reifengröße           | 3,50 × 10″                                                | 3,50 × 10″                                                |
| Bremsen               | Trommelbremsen (Ø 150 mm × 25 mm)                         | Trommelbremsen (Ø 150 mm × 25 mm)                         |
| Trockengewicht        | ca. 120 kg                                                | ca. 120 kg                                                |
| Tankinhalt            | ca. 10 l                                                  | ca. 10 l                                                  |
| Normverbrauch (a)     | ca. 2,3 l/100 km                                          | ca. 2,3 l/100 km                                          |
| Höchstgeschwindigkeit | 85 km/h                                                   | 95 km/h                                                   |
| Verkaufspreis         | 1495,00 DM                                                | 1680,00 DM                                                |